# Karl von Siegl

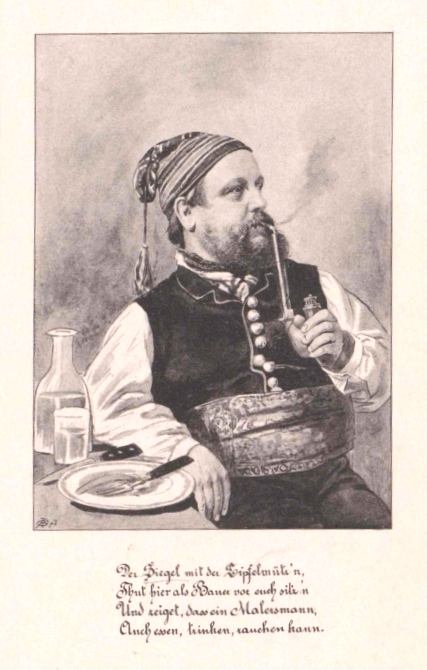
Karl von Siegl, Selbstbildnis

Karl von Siegl (* 6. Juni 1842 in Landshut, Galizien; † 12. April 1900 in Wien) war ein österreichischer Radierer, Kupferstecher und Eisenbahntechniker.

## Leben
Karl Ritter von Siegl war ein Sohn des Militärarztes Johann Siegl (1807–1887), der 1867 in den Ritterstand erhoben wurde. Er studierte nach der Matura am Schottengymnasium, von 1858 bis 1862 am Polytechnischen Institut in Wien und war von 1863 bis 1881 im Eisenbahnbau an der Brennerbahn, der Österreichischen Nordwestbahn und der St. Gotthardbahn tätig. 
Von 1877 bis 1879 studierte Siegl an der Akademie der bildenden Künste Wien u. a. bei Christian Griepenkerl Kupferstich und Radierung, 1879 nahm er Privatunterricht und von 1881 bis 1886 studierte er an der Wiener Kunstakademie bei William Unger. Siegls Hauptwerk sind ca. 270 Zeichnungen für das sogenannte Kronprinzenwerk, Die österreichisch-ungarische Monarchie in Wort und Bild (24 Bände, 1885–1902). Ab 1883 war Siegl Mitglied der Genossenschaft der bildenden Künstler Wiens (Künstlerhaus Wien).

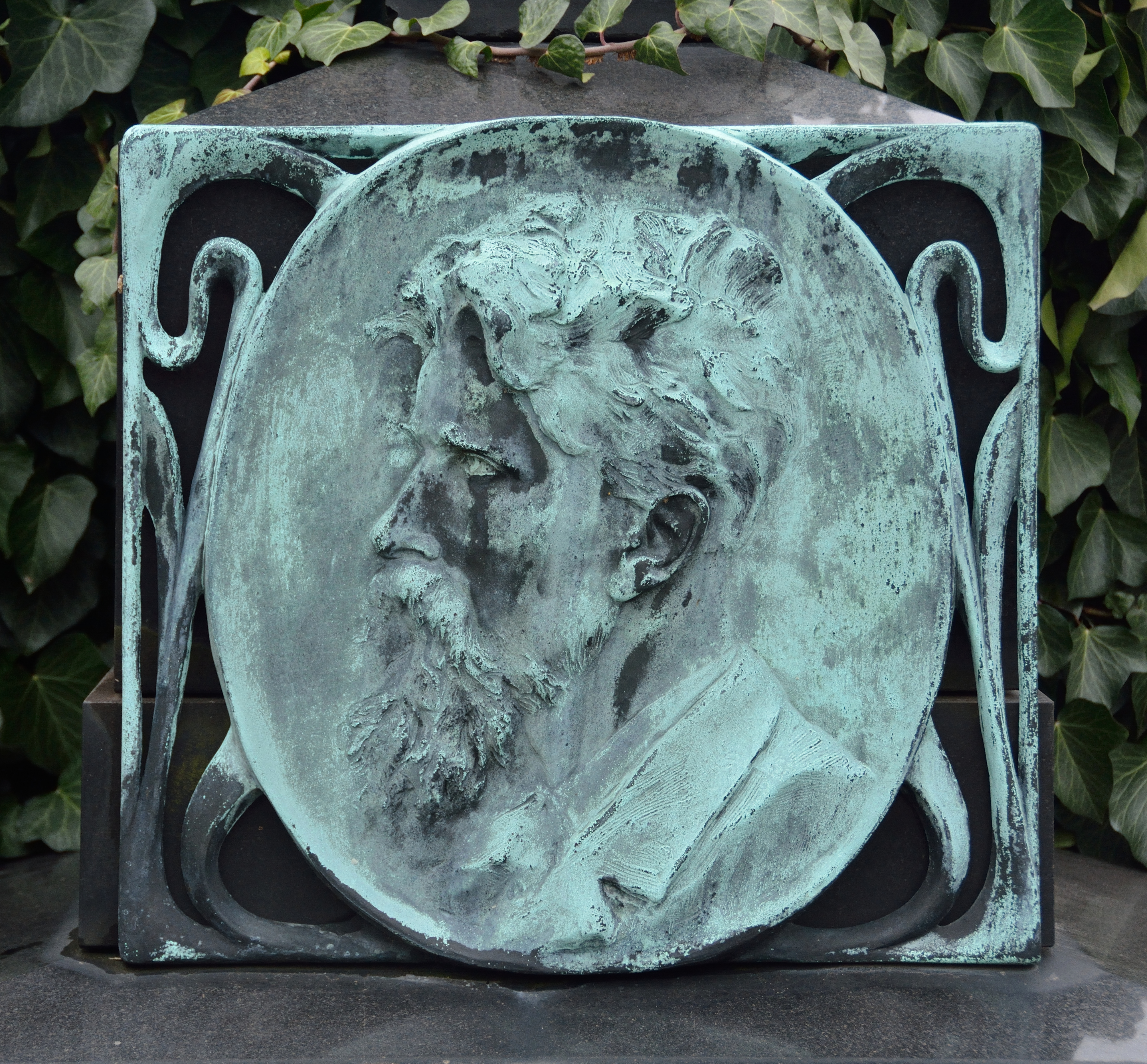
Porträtrelief auf dem Grabstein am Hietzinger Friedhof

Siegl wurde auf den Hietzinger Friedhof (Gruppe 17, Reihe 4, Nummer 160) bestattet.